# Radši mrtvý než rudý
Raději mrtvý než rudý (německy Lieber tot als rot, anglicky Better dead than red) byl protikomunistický slogan užívaný německou propagandou za druhé světové války a později užívaný americkou propagandou ve Spojených státech v době studené války. Možným autorem tohoto sloganu je německý ministr propagandy Joseph Goebbels. Slogan byl nejprve využíván k mobilizaci německé armády a německého obyvatelstva k odporu proti postupující Rudé armádě. Později jej používali v 50. letech 20. století američtí mccarthisté.

## Historie
Heslo bylo v němčině známé již před nástupem nacistů k moci.
V angličtině bylo toto rčení zaznamenáno již v roce 1930.
Poválečná komunistická propaganda v Československu nacistický původ sloganu neuváděla, citovala jej jako americké imperialistické heslo.

## Raději rudý než mrtvý
Opačné heslo (anglicky Better red than dead) užívali v období studené války odpůrci nukleárního zbrojení.